# Pilar Eyre
Pilar Andrea Eyre Estrada (Barcelona, 13 de septiembre de 1951) es una periodista y escritora española.

## Trayectoria
Hija del pintor gallego Vicente Eyre Fernández († 2008) y de Pilar Estrada Borrajo de Orosco († 1992), Pilar es la mediana de tres hermanas. Sus hermanas se llaman Olga y Georgina. Es nieta de Francisco Eyre Varela, quien fue magistrado del Tribunal Supremo (España). A la edad de 20 años contrajo una tuberculosis a raíz de la cual perdió el pulmón izquierdo.
Tras estudiar Filosofía y Letras y Ciencias de la Información, se dedicó plenamente al periodismo, en primer lugar en prensa escrita, colaborando en diarios como Hoja del Lunes, La Vanguardia, Interviú, El Periódico de Catalunya o El Mundo.
Posteriormente, dio el salto a los medios audiovisuales, tanto radio como televisión. Ha sido a través de la pequeña pantalla como ha obtenido un mayor grado de popularidad, colaborando sobre todo como analista y comentarista de crónica social. Así, desde principios de la década de 1990, comenzó a colaborar con Jordi González en el programa La palmera (1991), que se emitía en Televisión Española. Sucesivamente, sus apariciones como contertulia y entrevistadora habitual incluyen los espacios La máquina de la verdad (1993), con Julián Lago; Crónicas marcianas, Hormigas blancas (2007), con Jorge Javier Vázquez; ¡Qué tiempo tan feliz! (2010), con María Teresa Campos, y La noria (2008-2012), de nuevo con Jordi González.
Su relación con la literatura se inicia en 1985, cuando publica Vips: todos los secretos de los famosos.
En 2012 publicó una biografía de la reina Sofía titulada La soledad de la reina, reeditada varias veces desde entonces.
Finalista del Premio Planeta 2014 con la novela Mi color favorito es verte, historia autobiográfica que cuenta la historia de amor de madurez de una periodista con un reportero de guerra, al que conoce tres días antes de que este tenga que partir, su secuestro y la búsqueda que la periodista emprende para tratar de reencontrarlo.
En diciembre de 2015, resultó ganadora del I Premio Joaquín Soler Serrano de Literatura.
En 2016 empieza a escribir semanalmente en la revista Lecturas, donde tiene un blog personal llamado «No es por maldad».

## Vida personal
Muy ligada a su familia, Eyre comenta que, por parte de padre son 34 primos y mantienen una estrecha relación.
Se confiesa enamoradiza desde pequeña, Se casó primero con un compañero de facultad, pero el matrimonio duró un año. Más tarde contrajo matrimonio con Ferrán Llisterri Centelles. Pasado un tiempo se separaron, pero volvieron a casarse cuando él enfermó.
Llisterri es el padre de su único hijo, de nombre también Ferrán y nacido en 1988. En una entrevista  de 2023, declaró que su embarazo fue fruto de la fecundación in vitro. ya que debido a un embarazo ectópico, ella no podía concebir de forma natural. 

## Obras publicadas
- Todo empezó en el Marbella Club (1989) ISBN 978-84-320-6807-2
- Callejón del olvido (1992) ISBN 978-84-264-4902-3
- Mujeres, veinte años después (1996) ISBN 978-84-01-39052-4
- Quico Sabaté, el último guerrillero (2001) ISBN 978-84-8307-408-4
- Cibersexo (2002) ISBN 978-84-8450-833-5
- Dos Borbones en la corte de Franco (2005) (sobre la relación entre Juan Carlos de Borbón y Alfonso de Borbón) ISBN 978-84-9734-393-0
- Secretos y mentiras de la familia real (2007) ISBN 978-84-9734-585-9
- Ricas, famosas y abandonadas (2008) ISBN 978-84-9734-732-7
- La reina de la casa (2012) (ensayo sobre la mujer) ISBN 978-84-2333-930-3
- Ena. La novela (2009) (sobre Victoria Eugenia de Battenberg) ISBN 978-84-9734-910-9
- María la Brava: La madre del rey (2010) (sobre Mercedes de Borbón-Dos Sicilias) ISBN 978-84-9734-231-5
- Pasión imperial (2010) (sobre Eugenia de Montijo) ISBN 978-84-9734-932-1
- La soledad de la reina: Sofía una vida (2012) (biografía de la reina Sofía) ISBN 978-84-9970-285-8
- Franco confidencial (2013) (biografía intima de Francisco Franco) ISBN 978-84-2334-741-4
- Mi color favorito es verte (2014) ISBN 978-84-0813-406-0
- No me olvides (2015) ISBN 978-84-0814-586-8
- Un amor de Oriente (2016) ISBN 978-84-0816-165-3
- Carmen, la rebelde (2018) ISBN 978-84-0818-144-6
- Un perfecto caballero (2019) ISBN 978-84-0821-561-5
- Yo, el rey (2020) (biografía del rey Juan Carlos I) ISBN 978-84-9164-949-6
- Cuando éramos ayer (2022) ISBN 978-84-0825-473-7
- De amor y de guerra (2023) ISBN 978-84-08-27668-5
- Señoras bien (2025) ISBN 978-84-08-30089-2